# جزيرة شعاريين
جزيرة شعاريين هي إحدى الجزر الواقعة في البحر الأحمر، وتتبع منطقة مكة المكرمة غرب السعودية. تقع الجزيرة على بُعد يُقدّر بحوالي 20 كم جنوب القنفذة.